# Suiriritiran
De suiriritiran (Suiriri suiriri) is een zangvogel uit de familie Tyrannidae (tirannen).

## Verspreiding en leefgebied
Deze soort komt wijdverspreid voor in Zuid-Amerika en telt drie ondersoorten:
- S. s. burmeisteri Kirwan et al 2014 : zuidelijk Suriname, centraal Brazilië en noordwestelijk Bolivia.
- S. s. bahiae (von Berlepsch, 1893): oostelijk Brazilië.
- S. s. suiriri (Vieillot, 1818): oostelijk Bolivia, zuidwestelijk Brazilië, Paraguay, Uruguay en noordelijk Argentinië.

## Status
De grootte van de populatie is niet gekwantificeerd maar de soort wordt omschreven als vrij algemeen. Op de Rode lijst van de IUCN heeft deze soort de status niet bedreigd.